# Houston, Missouri
Houston är administrativ huvudort i Texas County i Missouri. Orten har fått sitt namn efter Sam Houston. I amerikanska inbördeskriget brändes Houston ned av sydstatsarmén.